# Asmate wehrli
Asmate wehrli là một loài bướm đêm trong họ Geometridae.